# Alfred Grenda
Alfred Francis Grenda (15 de septiembre de 1889-30 de mayo de 1977) fue un deportista australiano que compitió en ciclismo en la modalidad de pista. Ganó una medalla de plata en el Campeonato Mundial de Ciclismo en Pista de 1912, en la prueba de velocidad individual.

## Medallero internacional
| Campeonato Mundial | Campeonato Mundial      | Campeonato Mundial | Campeonato Mundial       |
| Año                | Lugar                   | Medalla            | Competición              |
| ------------------ | ----------------------- | ------------------ | ------------------------ |
| 1912               | Newark (Estados Unidos) | Medalla de plata   | Velocidad individual (P) |

## Palmarés
- 1913
  - 1.º en los Seis días de Toronto (con Ernie Pye)
- 1914
  - 1.º en los Seis días de Nueva York (con Alfred Goullet)
- 1915
  - 1.º en los Seis días de Nueva York (con Alfred Hill)
  - 1.º en los Seis días de Boston (con Alfred Hill)
- 1916
  - 1.º en los Seis días de Boston (con Alfred Goullet)
- 1922
  - 1.º en los Seis días de Nueva York (con Reginald McNamara)
- 1923
  - 1.º en los Seis días de Nueva York (con Alfred Goullet)
- 1924
  - 1.º en los Seis días de Chicago (con Oscar Egg)